# Rodolpho Tamanini Netto
Rodolpho Tamanini Netto (São Paulo, 1951 – São Paulo, 24 de janeiro de 2025) foi um pintor naïf brasileiro.

## Biografia
Descobriu cedo a vocação para a pintura. Começou a trabalhar como office-boy aos dezesseis anos, mas sempre manteve o interesse pela arte, fazendo muitos desenhos. Incentivado por Lise Forell, passou para a pintura. No início vendia seus quadros na Praça da República, onde foi descoberto pelo galerista Hélio Grimber, que passou a representá-lo e expor obras na galeria No Sobrado. Quando esta galeria fechou, passou a ser representado pela galeria de Jacques Ardies. Fez também ilustração de livros. Sua obra aborda em especial as cenas urbanas e as marinhas.
Participou de exposições coletivas no Brasil e na Alemanha, Estados Unidos, Bélgica, Inglaterra, Suíça, Holanda, França, Canadá, Espanha, destacando-se Imagens de São Paulo (Espaço Cultural Mário Pedrosa, Biblioteca Municipal Alceu Amoroso Lima, Centro Cultural Patrícia Galvão, Museu da Cidade de São Paulo, Sala do Artista Popular, 1998-1999), a 2ª Bienal Brasileira de Arte Naif (SESC Piracicaba, 1994), o maior evento do gênero no país, a mostra de inauguração do Museu de Arte Naif de Figueras, Espanha (1999), Arte Naif, uma viagem na alma brasileira (Memorial da América Latina, Galeria Marta Traba, 2016), e Arte Naïf – Nenhum Museu a Menos, promovida pelo Museu Internacional de Arte Naïf do Brasil e a Escola de Artes Visuais do Parque Lage em 2019, com apoio de várias outras instituições culturais e museus.
Recebeu a Medalha de Ouro do I Salão Nacional de Arte Popular do Embu (1976), Medalha de Ouro do XXI Salão de Arte de São Bernardo (1978), Medalha de Prata no XI Concurso Suíço de Arte Naïf Internacional, (Galeria Kasper, Suíça, 1984) e a Distinção por País no XIII Concurso Suíço de Arte Naïf Internacional, (Galeria Kasper, 1984). Foi biografado e teve trabalhos incluídos no livro A Arte Naïf no Brasil de Jacques Ardies, uma importante obra de referência. Foi estudado por Oscar d'Ambrosio, referindo que sua maior originalidade está na forma de enquadramento das cenas, "quase recortes fotográficos plenos de significado pela angulação escolhida e pelas óticas estabelecidas". Maria Helena Sassi Freitas descreveu o trabalho de Tamanini como dividido em três temas principais: a realidade, retratada pela cidade de São Paulo com cenas urbanas idealizadas; a fantasia, representada pela favela em um contexto lúdico e sonhador, especialmente no litoral; e o sonho, ilustrado por figuras masculinas solitárias interagindo com a natureza, em cenas de conexão profunda com o mar e os animais.
Tamanini faleceu em 24 de janeiro de 2025, aos 73 anos, após uma enxurrada de água invadir sua residência. Seu corpo foi encontrado por um amigo no dia seguinte.